# Alantoide
Alantoide é uma estrutura ligada à parte posterior do intestino do embrião que armazena excretas e permite trocas gasosas com o meio externo.
É uma pequena bolsa ricamente vascularizada, encontrada apenas em répteis, aves e mamíferos monotremados.
Origina-se de uma saliência do intestino primitivo. Uma de suas funções, em répteis e aves, é armazenar os resíduos nitrogenados formados pelo embrião durante o desenvolvimento. Nos mamíferos, isso não ocorre, pois o alantoide junta-se com o vesícula vitelínica, formando o cordão umbilical, que elimina as excretas nitrogenadas do sangue do embrião para o da mãe pela placenta.
Nos embriões dos répteis e aves, o alantoide apresenta também função respiratória - retira oxigênio do ar, devolvendo gás carbônico - e tem, ainda, a função de extrair o cálcio da casca do ovo, que será utilizado na formação do esqueleto. A descalcificação da casca facilita seu rompimento no momento da eclosão do filhote.
Nos mamíferos, os vasos sanguíneos do alantoide auxiliam na formação da placenta. Os répteis, as aves e os mamíferos são amniotas e alantoidianos, por formarem âmnion e alantoide, respectivamente. Os peixes e os anfíbios são anamniotas e analantoidianos, por não formarem âmnion nem alantoide.
Nos mamíferos placentários, as funções do alantoide e do saco vitelínico passam a ser executadas pela placenta. Razão pela qual, esses anexos são atrofiados nos mamíferos placentários.
Nos mamíferos placentários o alantoide é importante na formação do cordão umbilical e na formação do úraco. local utilizado para armazenar a urina do embrião.